# Puddle Dive
Puddle Dive è il quarto album in studio della cantautrice statunitense Ani DiFranco, pubblicato nel 1993.

## Tracce
1. Names and Dates and Times – 2:39
2. Anyday – 3:00
3. 4th of July – 3:03
4. Willing to Fight – 3:49
5. Egos Like Hairdos – 2:44
6. Back Around – 3:09
7. Blood in the Boardroom – 3:55
8. Born a Lion – 1:48
9. My I.Q. – 2:23
10. Used to You – 3:23
11. Pick Yer Nose – 2:44
12. God's Country – 2:48